# Cawoodsværdet
Cawoodsværdet er et sværd fra vikingetiden eller den tidlige middelalder, der er fundet i floden Ouse ved Cawood i North Yorkshire i England i slutningen af 1800-tallet. Det har en klinge af Oakeshott type XII, og det anses som "et af de fineste vikingesværd som nogensinde er fundet" og det bedst bevarede af de fem sværd af denne type, som er fundet.
Sværdet er 95 cm langt og er dateret til omkring år 1100. På begge sider af klingen er der inskriptioner, som muligvis er runer, men de er endnu ikke tydet. Pommelen gjorde, at det er kaldt et vikingesværd, men der uenighed om denne kategorisering.
Det var udstillet på Tower of London til 1956, hvor det blev solgt til en privat. I 1987 blev det udstillet i The Age of Chivalry-udstillingen på Burlington House. I december 2007 blev sværdet købt af Yorkshire Museum i York. Siden 2017 har det indgået som en af de vigtigste genstande i museets udstilling 'Medieval York: Capital of the North'.